# 廖炯模
廖炯模（1932年2月—2020年2月16日），男，台湾台北人，中国油画家，美术教育家，上海大学美术学院第一届油画系主任。

## 生平
1932年2月生于福建厦门鼓浪屿。1955年毕业于鲁迅美术学院，留校任教。1975年调任上海戏剧学院美术系任教。1984年调任上海大学美术学院，任油画系主任、教授。曾任中国美术家协会理事（1985年－1998年），上海市文学艺术界联合会委员（1983年－2006年），台盟中央候补委员，台盟上海市委委员。2020年2月16日清晨4点30分因病在上海华山医院辞世，享年89岁。

## 作品
代表作品有《童年走过的路》《延边秋色》《馨》《萌》《祖国的声音》等，出版有《廖炯模水粉画范本》《水粉画范本个人专集》《廖炯模风景画作品选》《上美·足迹-廖炯模》等。